# جلين مايلز
جلين أندرو مايلز دبلوماسي أسترالي، عمل رئيسًا لمكتب تمثيل أستراليا لدى السلطة الفلسطينية، وسفيرًا لأستراليا لدى الكويت، ولبنان، ومصر (2018–2022)، والسودان (2019–2022) وممثلًا لأستراليا في محادثات طالبان في الدوحة. يشغل منذ فبراير 2024 منصب سفير أستراليا لدى العراق.